# Colgate-Palmolive Masters 1977
Il Masters 1977 (chiamato anche Colgate-Palmolive Masters 1977 per motivi di sponsorizzazione) è stato un torneo di tennis giocato sui campi in sintetico indoor del Madison Square Garden di New York negli Stati Uniti. È stata l'8ª edizione del torneo di singolare di fine anno, la 4ª del torneo di doppio di fine anno ed era parte del Colgate-Palmolive Grand Prix 1977. Il torneo si è giocato a New York dal 4 al 10 gennaio 1978.

## Partecipanti

### Teste di serie
| Nazionalità | Giocatore       | Ranking | Testa di serie |
| ----------- | --------------- | ------- | -------------- |
| Stati Uniti | Jimmy Connors   | 1       | 1              |
| Argentina   | Guillermo Vilas | 2       | 2              |
| Svezia      | Björn Borg      | 3       | 3              |
| Stati Uniti | Brian Gottfried | 5       | 4              |
| Stati Uniti | Eddie Dibbs     | 6       | 5              |
| Spagna      | Manuel Orantes  | 7       | 6              |
| Messico     | Raúl Ramírez    | 8       | 7              |
| Stati Uniti | Roscoe Tanner   | 15      | 8              |

## Campioni

### Singolare
Jimmy Connors ha battuto in finale  Björn Borg con il punteggio di 6–4, 1–6, 6–4.

### Doppio
Bob Hewitt /  Frew McMillan hanno battuto in finale  Bob Lutz /  Stan Smith con il punteggio di 7–5, 7–6, 6–3